# República Croata da Herzeg-Bósnia
```
   |-
       | 
Erro:
:  
valor não especificado para "
continente
"
```

A República Croata da Herzeg-Bósnia (em croata: Hrvatska Republika Herceg-Bosna) foi uma entidade não reconhecida na República da Bósnia e Herzegovina e que existiu entre 1991 e 1994 durante a Guerra da Bósnia. Foi proclamada em 18 de novembro de 1991 sob o nome Comunidade Croata de Herzeg-Bósnia, e alegou ser separada ou distinta "política, cultural, econômica e territorialmente" do território da Bósnia e Herzegovina. O Tribunal Penal Internacional para a antiga Jugoslávia (TPIJ) concluiu que a República Croata da Herzeg-Bósnia foi fundada com a intenção de se separar da República da Bósnia e Herzegovina e se unir à Croácia. Estas aspirações, apoiadas pela República da Croácia, foram manifestadas, entre outras coisas, pelo uso na Herzeg-Bósnia da moeda croata e da língua croata e à concessão pela República da Croácia, da nacionalidade croata para os croatas da Bósnia e Herzegovina. O Tribunal Constitucional da República da Bósnia e Herzegovina declarou a Comunidade Croata de Herzeg-Bósnia ilegal em 14 de setembro de 1992. Nem a autoproclamada Comunidade Croata de Herzeg-Bósnia, nem a posterior autoproclamada República Croata da Herzeg-Bósnia nunca foram reconhecidas internacionalmente. A Herzeg-Bósnia deixou de existir em 1994, quando foi remetida para a Federação da Bósnia e Herzegovina, após a assinatura do Acordo de Washington pelas autoridades da Croácia e da Bósnia e Herzegovina.